# Joanna Pettet
Joanna Pettet (* 16. November 1942 als Joanna Jane Salmon in London, England) ist eine britische Schauspielerin.

## Leben
Joanna Pettet spielte in verschiedenen Broadwayshows mit wie zum Beispiel in Take Her, She’s Mine und Poor Richard, wofür sie 1965 mit dem Theatre World Award ausgezeichnet wurde.
Ihre Fernsehkarriere begann 1964 mit einer Rolle in der Serie Route 66. Es folgten weitere Fernsehserien wie The Nurses, Knight Rider und Mord ist ihr Hobby. Ihr Filmdebüt gab sie 1966 als Kay in dem Drama Die Clique. Eine ihrer bekanntesten Rollen war die der Mata Bond in der James-Bond-Parodie Casino Royale von 1967 neben David Niven, Peter Sellers und vielen anderen.
1968 heiratete sie den neun Jahre älteren Schauspieler Alex Cord, mit dem sie einen Sohn hat. 1989 ließen sie sich scheiden.
Ihre letzte Kinorolle hatte sie 1995 in dem Film Terror in Paradise als Dr. Fletcher.

## Filmografie (Auswahl)
- 1964: Route 66 (Episodenrolle, Fernsehserie)
- 1964–1965: The Doctors (Fernsehserie, 18 Folgen)
- 1965: The Nurses (Episodenrolle, Fernsehserie)
- 1965: The Trials of O’Brien (Episodenrolle, Fernsehserie)
- 1966: Auf der Flucht (The Fugitive, Episodenrolle, Fernsehserie)
- 1966: Die Clique (The Group)
- 1966: Der Mann ohne Namen (A Man Called Shenandoah, Episodenrolle, Fernsehserie)
- 1966: Stationsarzt Dr. Kildare (Dr. Kildare, Fernsehserie, 5 Folgen)
- 1967: Casino Royale
- 1967: Die Nacht der Generale (The Night of the Generals)
- 1967: Überfall (Robbery)
- 1967: Three for Danger (Fernsehfilm)
- 1968: Inferno am Fluß (Blue)
- 1969: Ein liebenswertes Freudenhaus (The Best House in London)
- 1971: Mannix (Episodenrolle, Fernsehserie)
- 1972: The Weekend Nun (Fernsehfilm)
- 1972: Footsteps (Fernsehfilm)
- 1972: Night Gallery (Fernsehserie)
- 1972: Miss Stewart, Sir (Fernsehfilm)
- 1972: The Delphi Bureau (Fernsehserie, 1 Folge)
- 1973: Der weite Weg nach Westen (Pioneer Woman, Fernsehfilm)
- 1973: Ein Sheriff in New York (McCloud; Episodenrolle, Fernsehserie)
- 1973: Arrow Beach (Welcome to Arrow Beach)
- 1974: A Cry in the Wilderness (Fernsehfilm)
- 1974, 1975: Thriller (Episodenrollen, Fernsehserie)
- 1975: To Catch a Pebble
- 1975: The Desperate Miles (Fernsehfilm)
- 1975: Make-Up und Pistolen (Police Woman; Episodenrolle, Fernsehserie)
- 1976: Der Preis der Macht (Captains and the Kings, Miniserie, 3 Folgen)
- 1977: Winner Take All (Fernsehfilm)
- 1977: Sex and the Married Woman (Fernsehfilm)
- 1978: The Evil – Die Macht des Bösen (The Evil)
- 1979: Heaven Only Knows (Fernsehfilm)
- 1980: Die Zeitbombe (Cry of the Innocent, Fernsehfilm)
- 1980: Cannons Comeback (The Return of Frank Cannon, Fernsehfilm)
- 1980: Drei Engel für Charlie (Charlie‘s Angels; Episodenrolle, Fernsehserie)
- 1982: Otelo (Othello, el comando negro)
- 1983: Unter der Sonne Kaliforniens (Knots Landing, Fernsehserie, 9 Folgen)
- 1983: Fantasy Island (Fernsehserie, 3 Folgen)
- 1982: Psycho-Killer (Double Exposure)
- 1984: Knight Rider (Fernsehserie, 2 Folgen)
- 1984: Ein Colt für alle Fälle (The Fall Guy; Fernsehserie, Folge Always Say Always)
- 1984: Kampf um Yellow Rose (The Yellow Rose; Episodenrolle, Fernsehserie)
- 1987: Geliebtes Land (Sweet Country)
- 1991: Terror in Paradise